# Zpravodajská správa Generálního štábu
Zpravodajská správa generálního štábu ČSLA (ZS/GŠ ČSLA) byla v letech 1945-1992 československá vojenská zpravodajská služba. Jednalo se o službu s vnějším (t.j. rozvědným) polem působnosti. Zaměřovala se na sběr a zpracování informací vojenského charakteru. V rámci armády byla označována pod krycím názvem 248. provozní prapor.
ZS/GŠ podléhala přímo náčelníkovi generálního štábu. Získané informace byly poskytovány jednak velení československé armády, později velení Spojených ozbrojených sil Varšavské smlouvy a také vojenským rozvědkám spojenců. ZS/GŠ byla po celou dobu své existence budována podle vzoru GRU a byla ji prakticky podřízena.

## Historie
ZS/GŠ byla založena československou vládou v Košicích v dubnu 1945 jako 2. oddělení Hlavního štábu ministerstva národní obrany.
Naplno svou činnost tehdejší 2. oddělení rozvinulo na podzim 1945; byla obnovena zahraniční zpravodajská činnost a byly dobudovány armádní zpravodajské orgány. Služba se od svého založení orientovala na sovětské vojenské zpravodajství a její činnost se tudíž orientovala proti západním armádám.
V roce 1948 proběhly v 2. oddělení HŠ čistky, během nichž její řady opustilo množství politicky nespolehlivých zpravodajců. Zároveň nadále probíhalo zavádění sovětského modelu řízení služby. Hlavními protivníky se staly západní část Německa, Rakousko a státy nověvytvořeného NATO. Do konce čtyřicátých let byly pod 2. oddělení převedeny útvary radiového odposlechu a školící a výcviková střediska.
Během reorganizace velení armády v roce 1950 došlo k přejmenování 2. oddělení HŠ na zpravodajské oddělení HŠ a na jaře 1951 na zpravodajskou správu Generálního štábu. K další reorganizaci došlo v roce 1956; vznikl radiový prapor.
V roce 1959 došlo k jednomu z největších skandálů v historii ZS/GŠ; k defekci (zběhnutí důstojníka zpravodajské služby k nepříteli) Františka Tišlera, která byla o to nepříjemnější, že na nedostatky v Tišlerově práci předem poukazovala Vojenská kontrarozvědka, zodpovědná za obranu ZS/GŠ. Po této nepříjemnosti následovala hloubková kontrola služby a v roce 1962 reorganizace. V rámci ní došlo k přesunu řady skupin (radiový a radiotechnický průzkum, vojskový průzkum, diverzní průzkum, vývoj techniky, dešifrování a další) pod přímé velení zástupce náčelníka ZS/GŠ a informační, šifrovací, kádrové, mobilizační a finanční a také zpravodajská škola byly přímo podřízeny náčelníkovi ZS/GŠ.
V roce 1965 došlo k další reorganizaci; strategická rozvědka, doposud řízená přes rezidentury v cizině byla přímo podřízena řízení z centra. Zároveň došlo k zúžení zájmu operačního agenturního průzkumu na Německo a Francii a zrušení domácích rezidentur.

## Organizační členění
První struktura služby byla ustavena 17. června 1945. Služba byla rozdělena do šesti skupin podle činností, kterými se zabývaly:
- A studijní – analýza získaných informací, vedení archivu a kartoték
- B pátrací – rozdělena na tři sekce (Německo, Maďarsko, Rakousko), radiová a odposlechová služba
- C zahraniční, později výcviková –
- D organizační, později technická – spoje, šifrování a dešifrování, laboratoře, radiovýzkum a mobilizační referát
- E výcviková, později organizační – řízení vojenských atašé a členů misí v zahraničí, styk s dalšími resorty
- F pomocná

V srpnu 1945 vznikla další skupina:
- G osobní a kádrová – zajištění obměny zpravodajského personálu, vnitřní ochrana služby

Studijní oddělení se dále dělilo na čtyři sekce (později přejmenované na skupiny), které se zaměřovaly jednak na státy NATO, západní Evropy a Blízkého východu a jednak na speciální oblasti (vojenská technika)
Pátrací oddělení se dále dělilo na tři skupiny:
- skupina B-1: řízení předsunutých ústředí v ČSR a zahraničí (Vídeň, Hamburk)
- skupina B-2: nelegální operace
- skupina B-3: řízení zahraničních agentur (např. Ankara, Londýn, Washington, Paříž atd.)

## Náčelníci
- mjr. just. JUDr. Anton Rašla (1945)
- plk. gšt. Karel Hanus (1945 – 1948)
- brig. gen. Ludvík Klen (1948 – 1951)
- genmjr. Antonín Racek (1951 – 1959)
- genmjr. Oldřich Burda (1959 – 1968)
- genmjr. Josef Turošík (1968 – 1969)
- genpor. Josef Brož (1969 – 1988)
- genmjr. Anton Slimák (1988 – 1989)
- genmjr. Jan Kozojed (1990 – 1992)[1]